# Kenneth McAlpine
Kenneth McAlpine   (Cobham, 21 de setembre de 1920 - Pembury, 8 d'abril de 2023) va ser un pilot de curses automobilístiques anglès que va arribar a disputar curses de Fórmula 1.
Kenneth McAlpine va néixer el 21 de setembre del 1920 a Cobham, Surrey, Anglaterra.
A data d'agost de 2015, es va convertir en el pilot viu més vell de la Fórmula 1 fins a la data d'abril de 2023, quan va morir. A partir de setembre de 2021, es va convertir en el pilot més longevo de la història de la categoria.

## F1
Va debutar a la tercera temporada de la història del campionat del món de la Fórmula 1, la corresponent a l'any 1952, disputant el 19 de juliol el GP de Gran Bretanya, que era la cinquena prova del campionat.
Kenneth McAlpine va arribar a participar en set curses puntuables pel campionat de la F1, entre la temporada 1952 i la temporada 1955.

## Resultats a la Fórmula 1
| Any  | Equip                 | Xassís    | Motor       | 1   | 2   | 3       | 4   | 5      | 6       | 7      | 8       | 9      | Posició | Punts |
| ---- | --------------------- | --------- | ----------- | --- | --- | ------- | --- | ------ | ------- | ------ | ------- | ------ | ------- | ----- |
| 1952 | Connaught Engineering | Connaught | Lea-Francis | SUI | 500 | BEL     | FRA | GBR 16 | ALE     | HOL    | ITA Ret |        | -       | 0     |
| 1953 | Connaught Engineering | Connaught | Lea-Francis | ARG | 500 | HOL Ret | BEL | FRA    | GBR Ret | ALE 13 | SUI     | ITA NC | -       | 0     |
| 1955 | Connaught Engineering | Connaught | Alta        | ARG | MON | 500     | BEL | HOL    | GBR Ret | ITA    |         |        | -       | 0     |

### Resum
| Curses: | Victòries: | Pòdiums: | Poles: | Voltes ràpides: | Punts: |
| ------- | ---------- | -------- | ------ | --------------- | ------ |
| 7       | 0          | 0        | 0      | 0               | 0      |